# 골더스 그린역

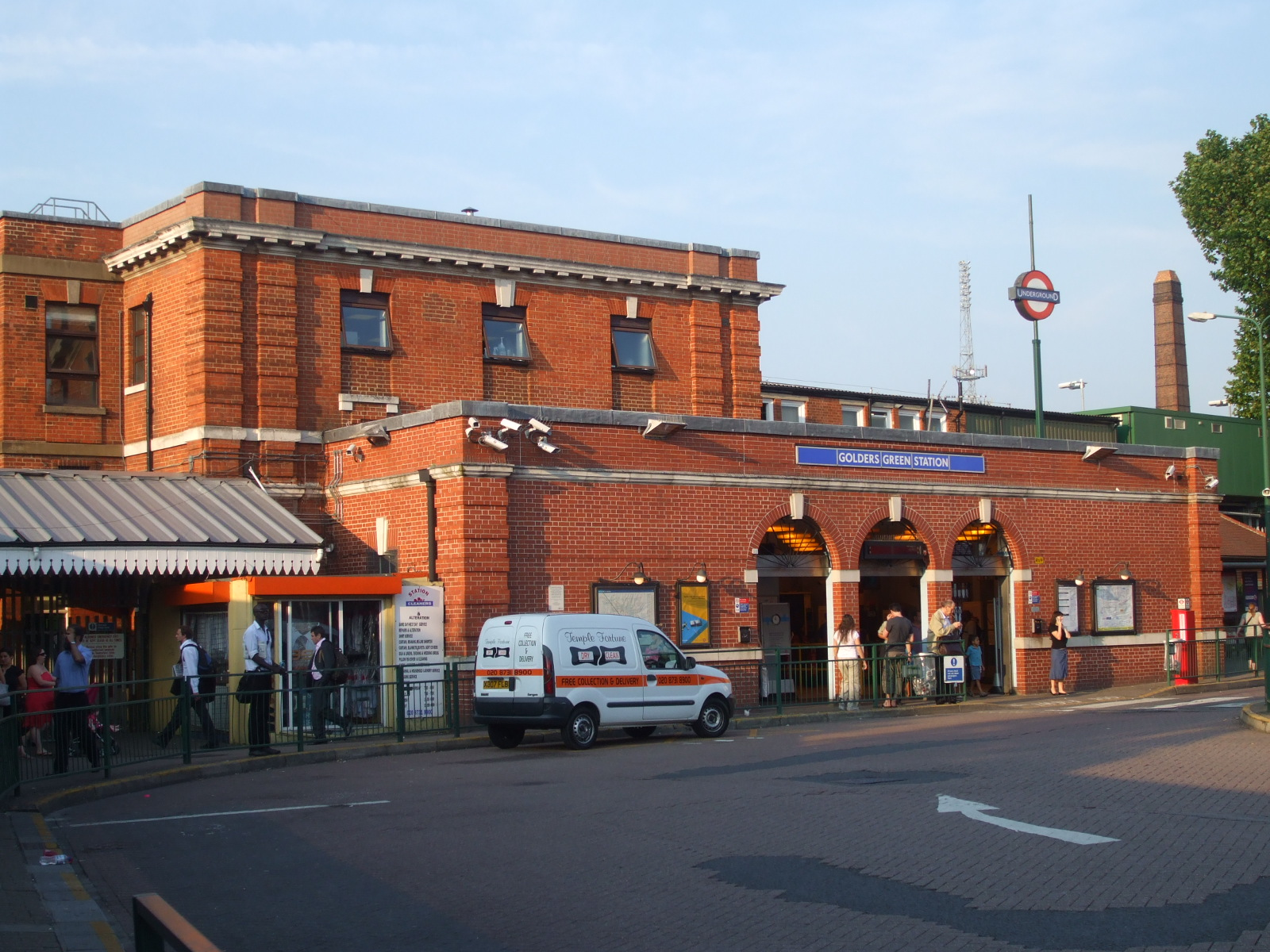
골더스 그린 역 입구

골더스 그린 역 (Golders Green)은 런던 북부 골더스그린에 위치한 런던 지하철역이다. 노던 선의 에지웨어 지선을 이루며 햄프스테드 역과 브렌트 크로스 역 사이에 있다. 운임구역상으로는 3구역에 속하며, 에지웨어 지선에서 상행선 방향으로 갈 때 처음으로 나오는 지상역이다.
핀칠리 로 (A598)과 골더스그린 로/노스엔드 로가 만난느 지점에 위치해 있다. 지하철역 출입구는 골더스그린 버스정거장과 가까우며, 핀칠리 로 방면에도 출입구가 있었으나 지금은 폐쇄되었다. 역 근처에는 수년간 BBC 콘서트 오케스트라 사옥으로 쓰였고 지금은 종교단체 본부가 된 골더스 그린 히포드롬이 있다.

## 역사
골더스 그린 역은 1907년 6월 22일 차링크로스 유스턴 햄프스테드 철도 (현재 노던 선의 일부)의 역으로 처음 문을 열었다. 아치웨이 역과 함께 해당 노선의 북부 종착역 중 하나였던 골더스 그린 역은 차량기지가 위치한 곳이기도 했다. 20세기 초만 해도 골더스그린 지역은 집 몇채가 모여 있는 조그만 시골 군락지였다. 그러나 철도가 개통되면서 급속한 건설붐이 일어나 주택수와 인구수가 급격히 늘어나게 되었다.
역 남쪽 방면 터널의 햄프스테드히스 지점에는 옛날에 지어지다가 만 노스 엔드 역 (불 부시 역)이 자리해 있다.
제1차 세계 대전이 터지기 전에는 철도노선을 북쪽 방향으로 골더스그린에서 헨든과 에지웨어까지 연장하여, 미들섹스의 새로운 교외 지역이 개발되도록 하고 승객수를 늘리려는 계획이 있었다. 그러나 전쟁 때문에 연장 공사가 연기되면서 1922년 6월 12일에야 시작될 수 있었다. 연장선의 첫번째 구간 (~헨든 센트럴 역)은 1923년 11월 19일에 개통하였다. 한편 골더스 그린 역은 1950년에 교체할 때까지 노던 선의 역 중에서 가장 마지막으로 철도 수기 신호기를 사용했던 역이기도 했다.

## 오늘날
골더스 그린 역은 세 개의 선로와 한 개의 상대식 승강장, 두 개의 섬식 승강장으로 이뤄진 구조이다. 각 승강장은 1~5번의 순번이 매겨져 있으며 1번과
2번, 3번과 4번이 한 선로를 사이에 두고 양쪽 승강장에 번호로 매겨져 있다. 1번 승강장 (상행 승강장)은 현재 일반 승객용으로 쓰이지 않고 있다. 3번과 4번은 골더스 그린 역을 종착역으로 삼은 열차들이 쓰는 승강장으로, 그곳에서 바로 런던 시내로 행선을 뒤바꾸어 돌아가지만 흔치는 않고 일반적으로는 골더스 그린 차량기지에서 햄프스테드 역으로 이동해 그곳을 시작역으로 삼는다.
2008년에는 2/3번 승강장과 4/5번 승강장에 엘리베이터가 새로 설치되어 계단을 타지 않아도 바로 승강장으로 갈 수 있도록 해놓았다. 엘리베이터 근처에는 승차 가림막이 설치되어 있다.

## 환승
골더스 그린 역과 환승되는 런던 버스 노선에는 13번, 83번, 102번, 139번, 183번, 210번, 226번, 240번, 245번, 260번, 268번, 328번, 460번, 631번, H2번, H3번과 야간 노선인 N5번이 있다.

## 갤러리

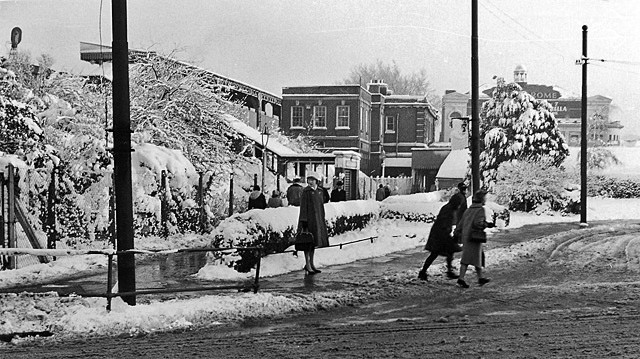
1962년의 역 출입구
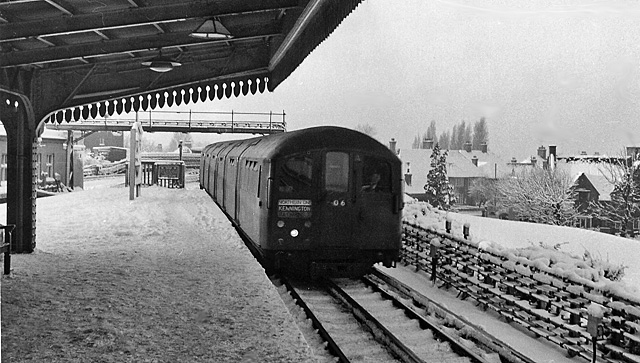
1962년 눈오는 날의 노던 선
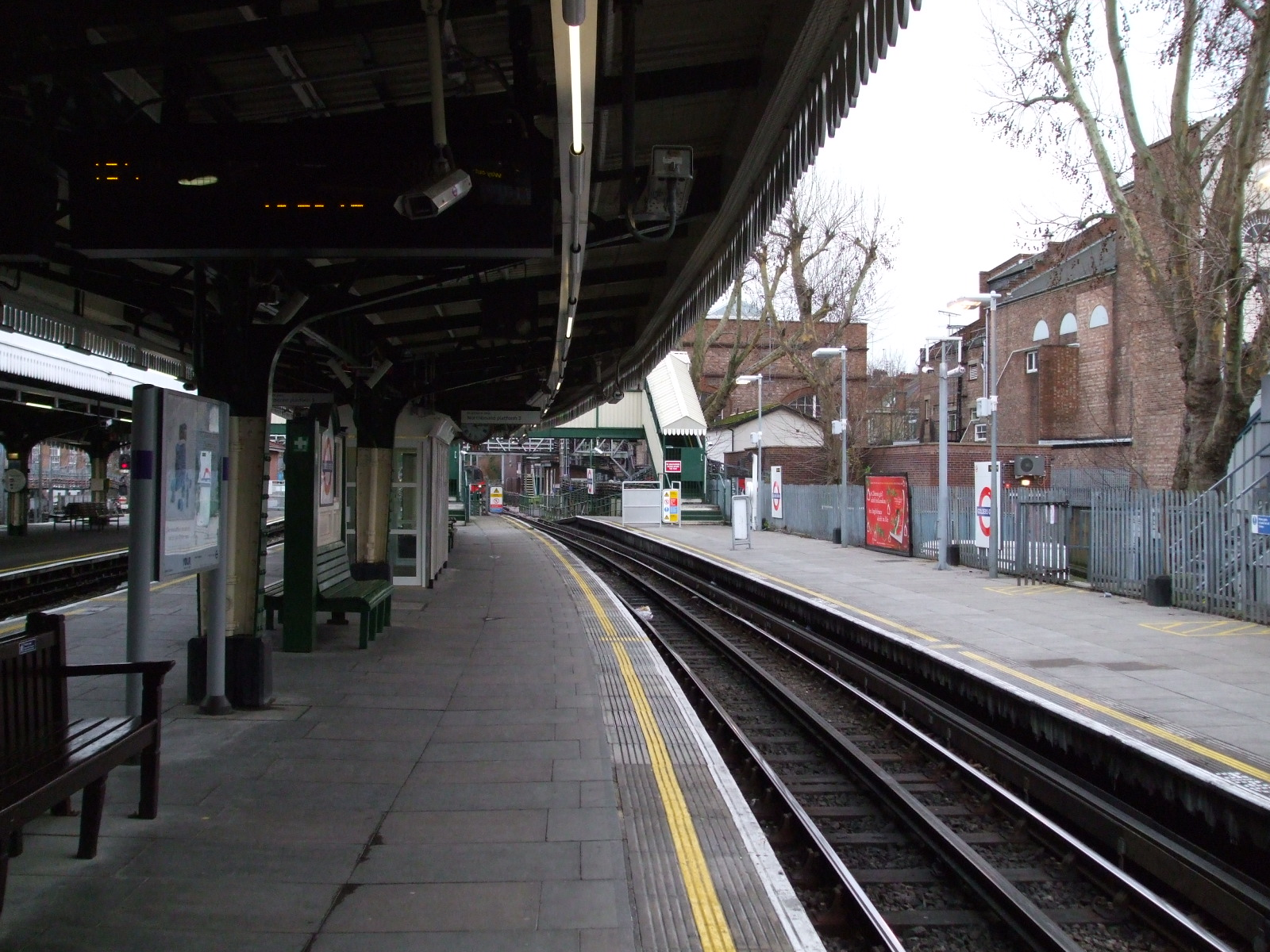
남쪽으로 바라본 상행선 승강장
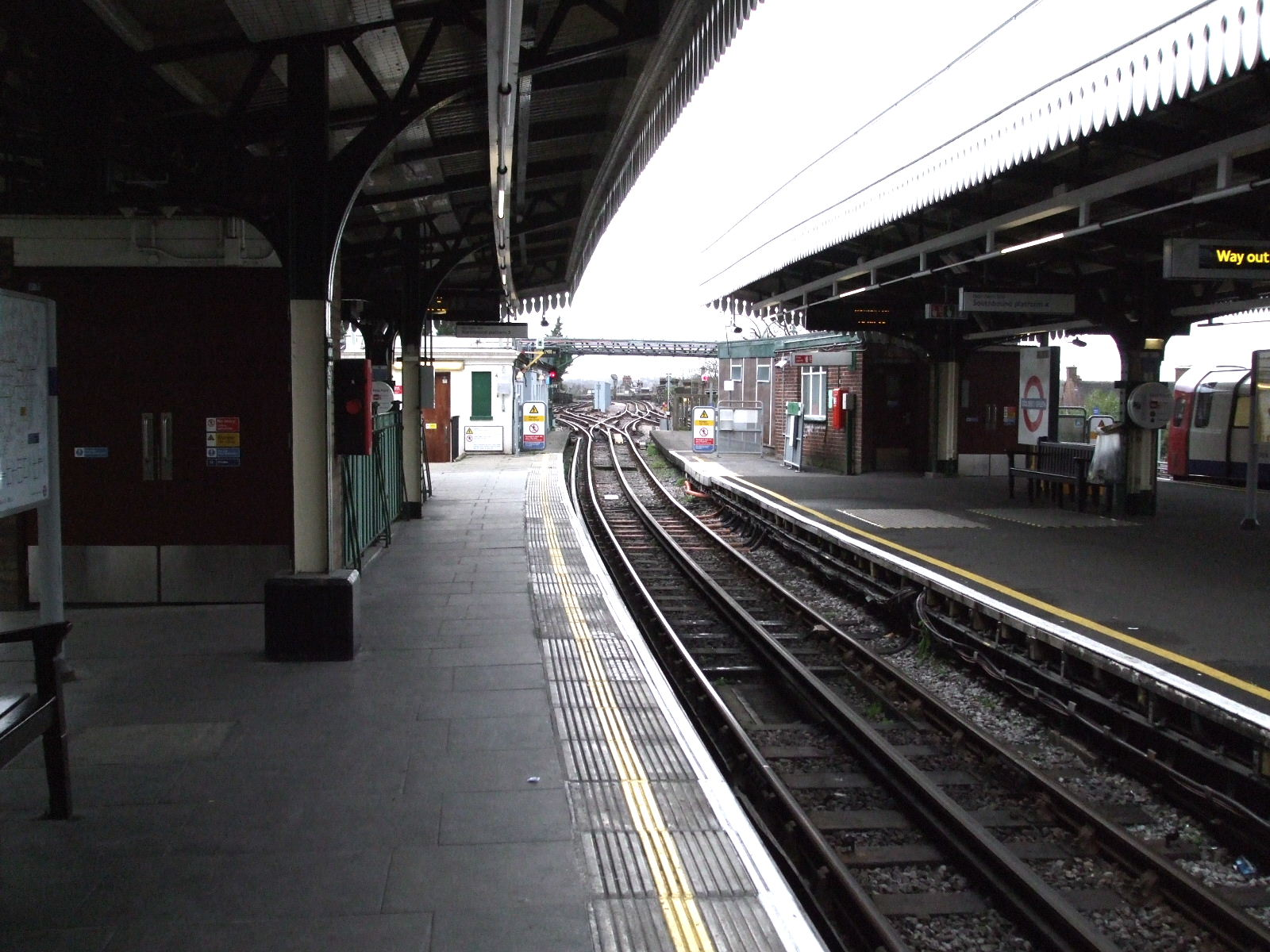
북쪽을 바라본 중앙 선로
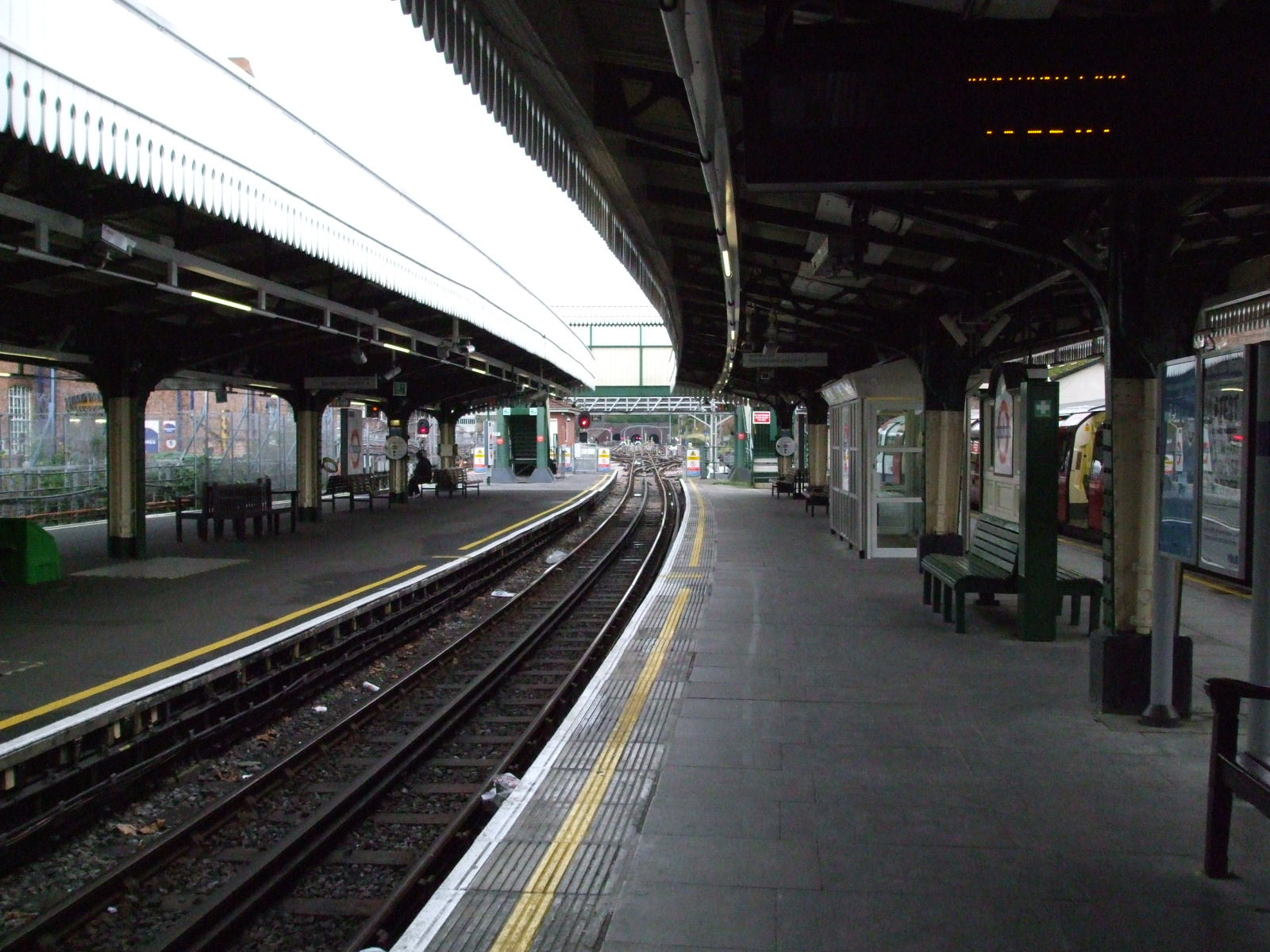
남쪽을 바라본 중앙 선로
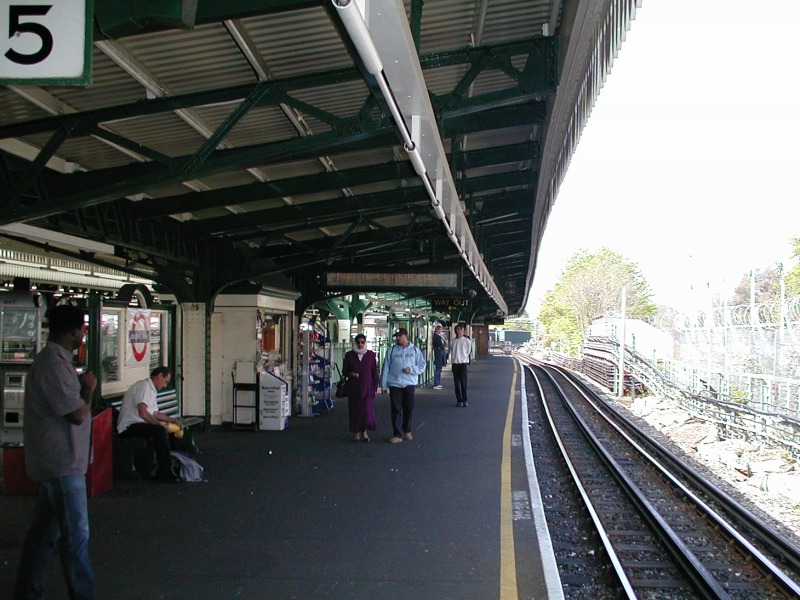
엘리베이터가 설치되기 전의 5번 상행 승강장
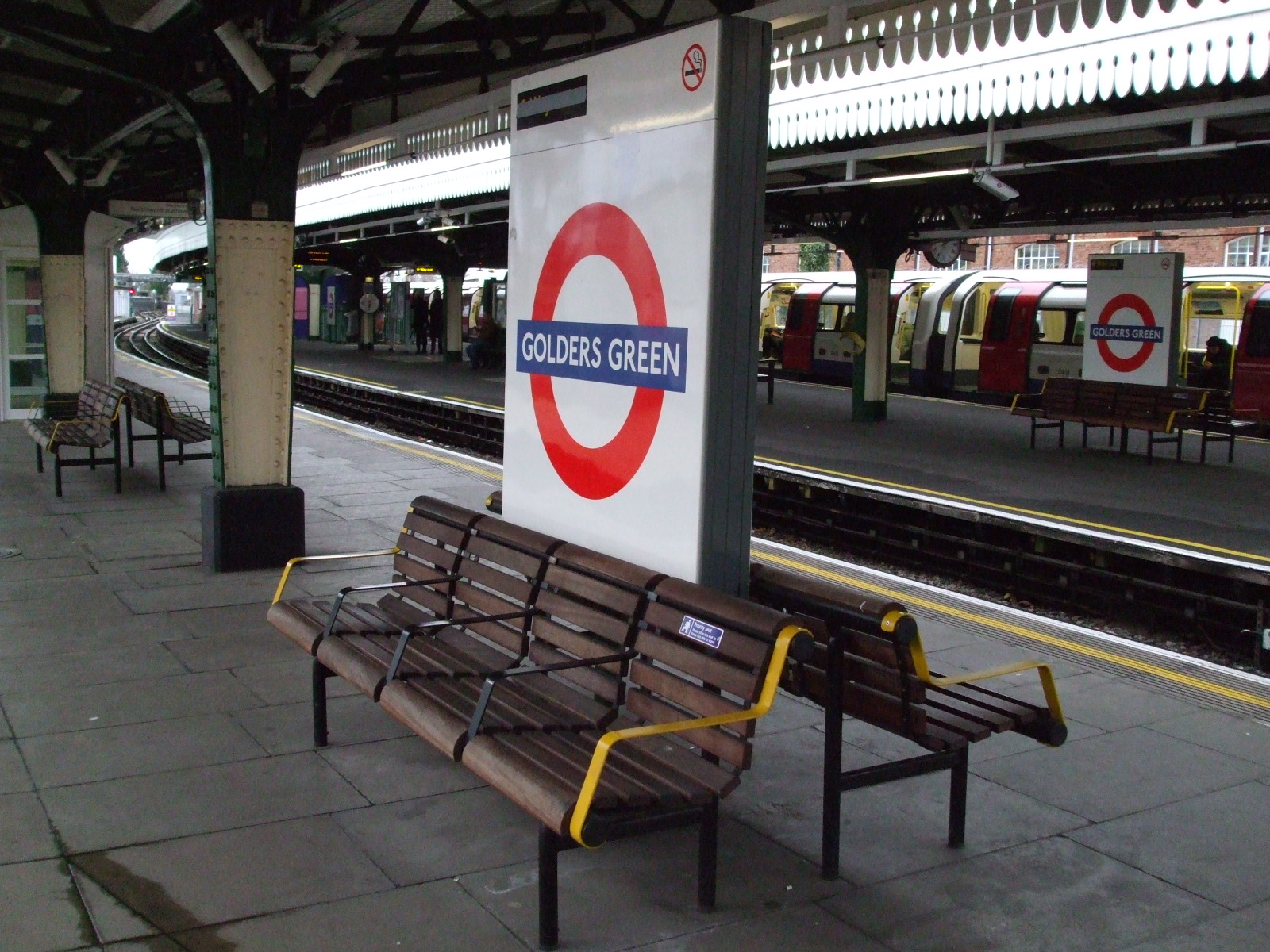
2번 승강장의 역명판
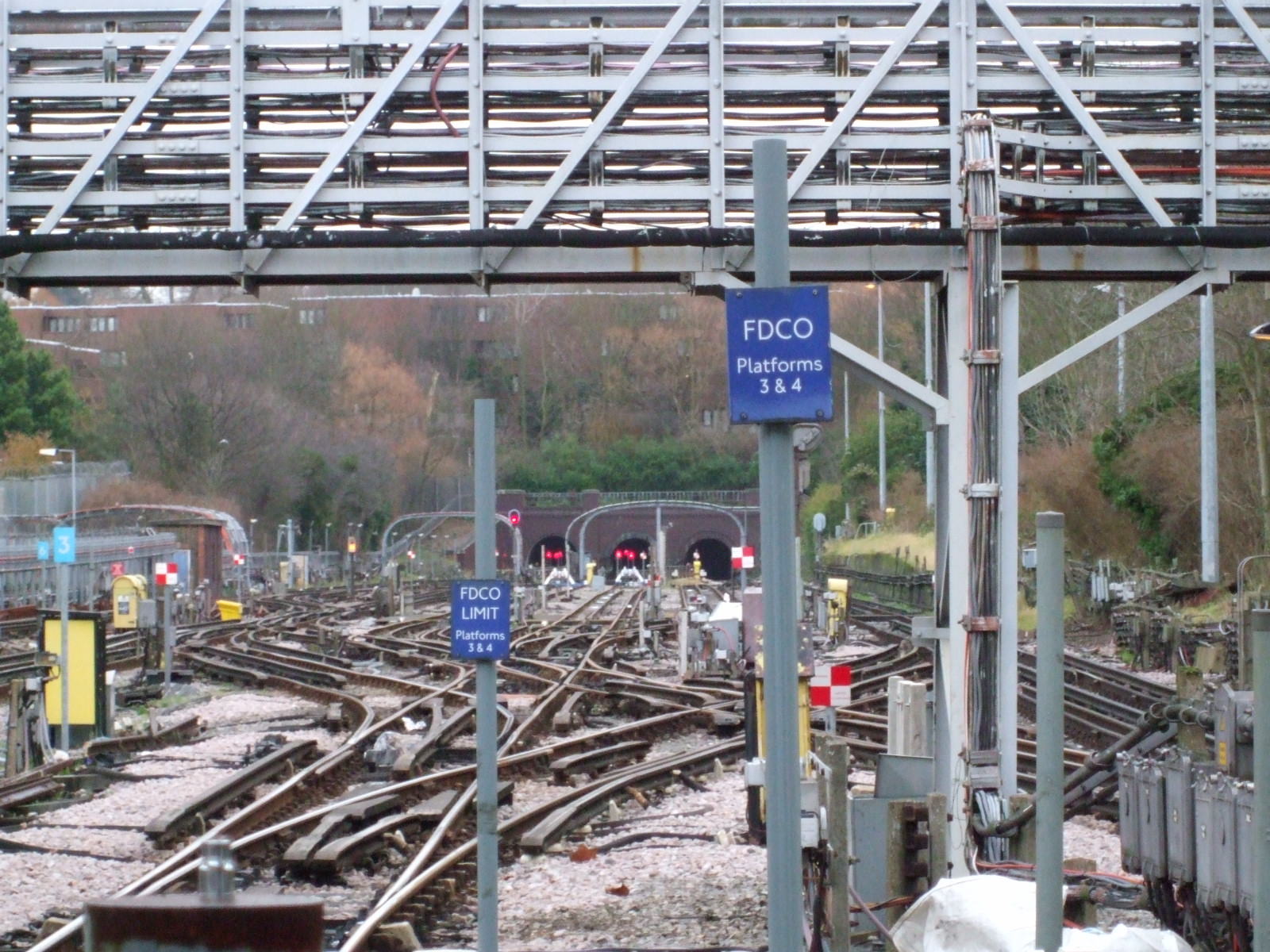
역 남쪽의 터널 입구